# Choteč (Pardubice)
Choteč é uma comuna checa localizada na região de Pardubice, distrito de Pardubice.